# دوري بوروندي الممتاز 2015–16
دوري بوروندي الممتاز 2015–16 هو موسم من دوري بوروندي الممتاز. كان عدد الأندية المشاركة فيه 16، وفاز فيه فيتال أو.